# Tarakeshwar
Tarakeshwar (Nepali तार्केश्वर) ist eine Stadt (Munizipalität) im Kathmandutal in Nepal und gehört zum Ballungsraum Kathmandu.
Die im Nordwesten des Distrikts Kathmandu gelegene Stadt entstand 2014 durch Zusammenlegung der sieben Village Development Committees (VDCs) Dharmasthali, Goldhunga, Jitpurphedi, Kabhresthali, Manmaiju, Phutung und Sangla.
Die Stadtverwaltung liegt im Verwaltungsgebäude des ehemaligen VDC Dharmasthali.
Das Stadtgebiet umfasst 34,9 km².
Tarakeshwar grenzt im Süden direkt an die Hauptstadt Kathmandu.
Der südliche Teil des Stadtgebiets ist sehr bevölkerungsreich.

## Einwohner
Bei der Volkszählung 2011 hatten die VDCs, aus welchen die Stadt Tarakeshwar entstand, 81.443 Einwohner (davon 41.376 männlich) in 20.158 Haushalten.